# エフゲニー・ランセレ
エフゲニー・ランセレ または エフゲニー・ランセライ（ロシア語表記:Евге́ний Евге́ньевич Лансере́、Yevgeny Yevgenyevich Lansere、姓はLanssere、Lanceray、Lanceretとも音訳表記される。ファーストネームはEugeneとも、1875年8月23日 – 1946年9月13日）はロシア、ソビエト連邦の画家である。

## 略歴
パヴロフスクに生まれた。母方の祖父、ニコライ・ベノワは画家で、父親のエフゲニー・アレキサンドロヴィッティ・ランセレ（Yevgeny Alexandrovich Lansere）は彫刻家、母親はグラフィック・アーティスト、叔父のアレクサンドル・ベノワは有名な舞台芸術家、画家である。妹のジナイーダ（1884-1967）も画家として知られる。
1895年から1898年の間、パリのアカデミー・コラロッシ、アカデミー・ジュリアンで学んだ。ヨーロッパ各地を旅し、1899年にロシアに戻り、アレクサンドル・ベノワらが主導する雑誌、『芸術世界』（ミール・イスクーストヴァ）を中心とする芸術運動のメンバーとなった。
革命後は、1917年にサンクトペテルブルクから避難し、3年ほどダゲスタンで過ごした。1920年代の初めには日本やトルコのアンカラを旅した。1927年から1931年の間、パリに住んだ後、ソビエトに戻り、1934年から138年の間はレニングラードの美術アカデミーで教えた。1943年にスターリン賞を受賞し、1945年にロシア・ソビエト連邦社会主義共和国の人民芸術家の称号を得た。

## 作品

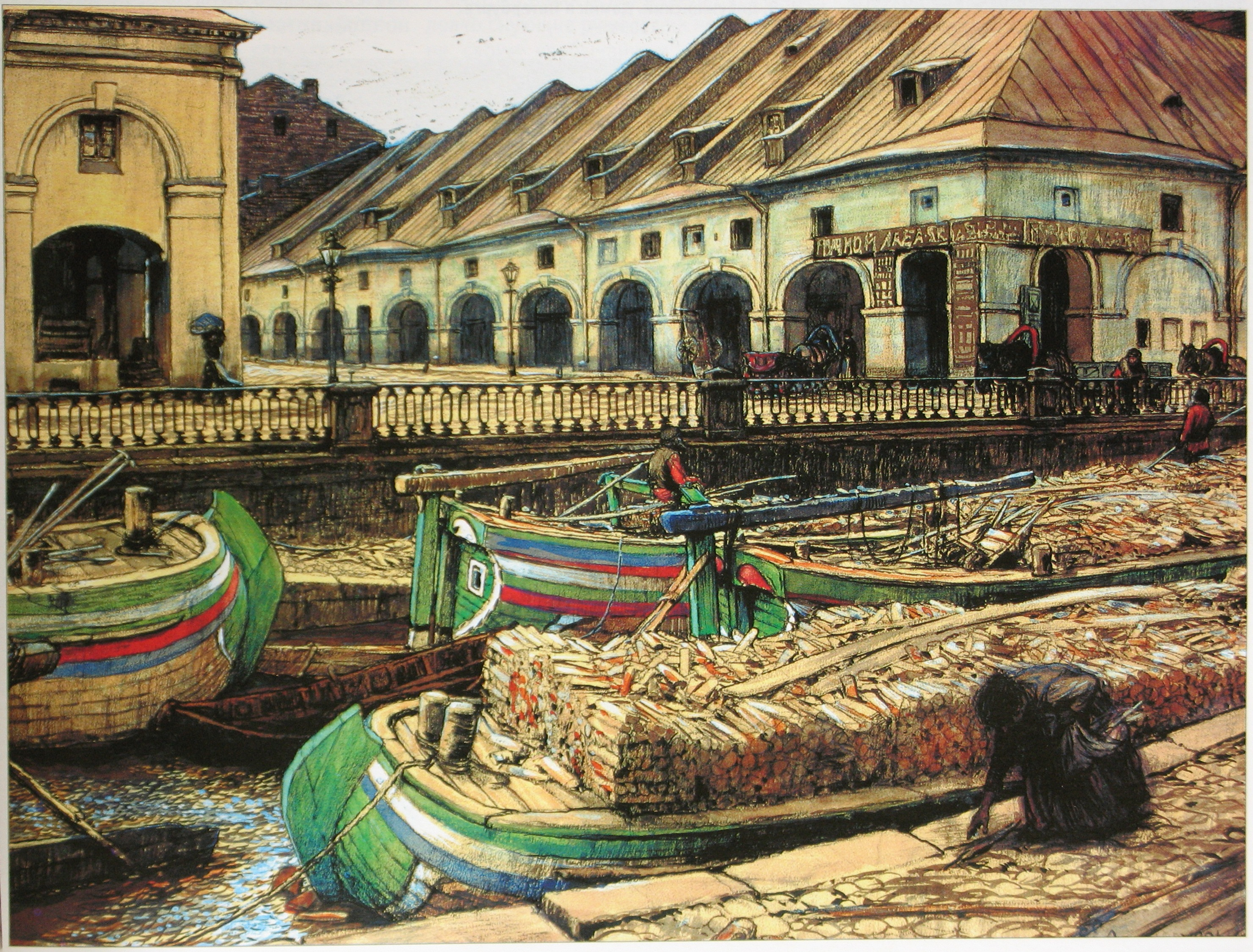
(1901)
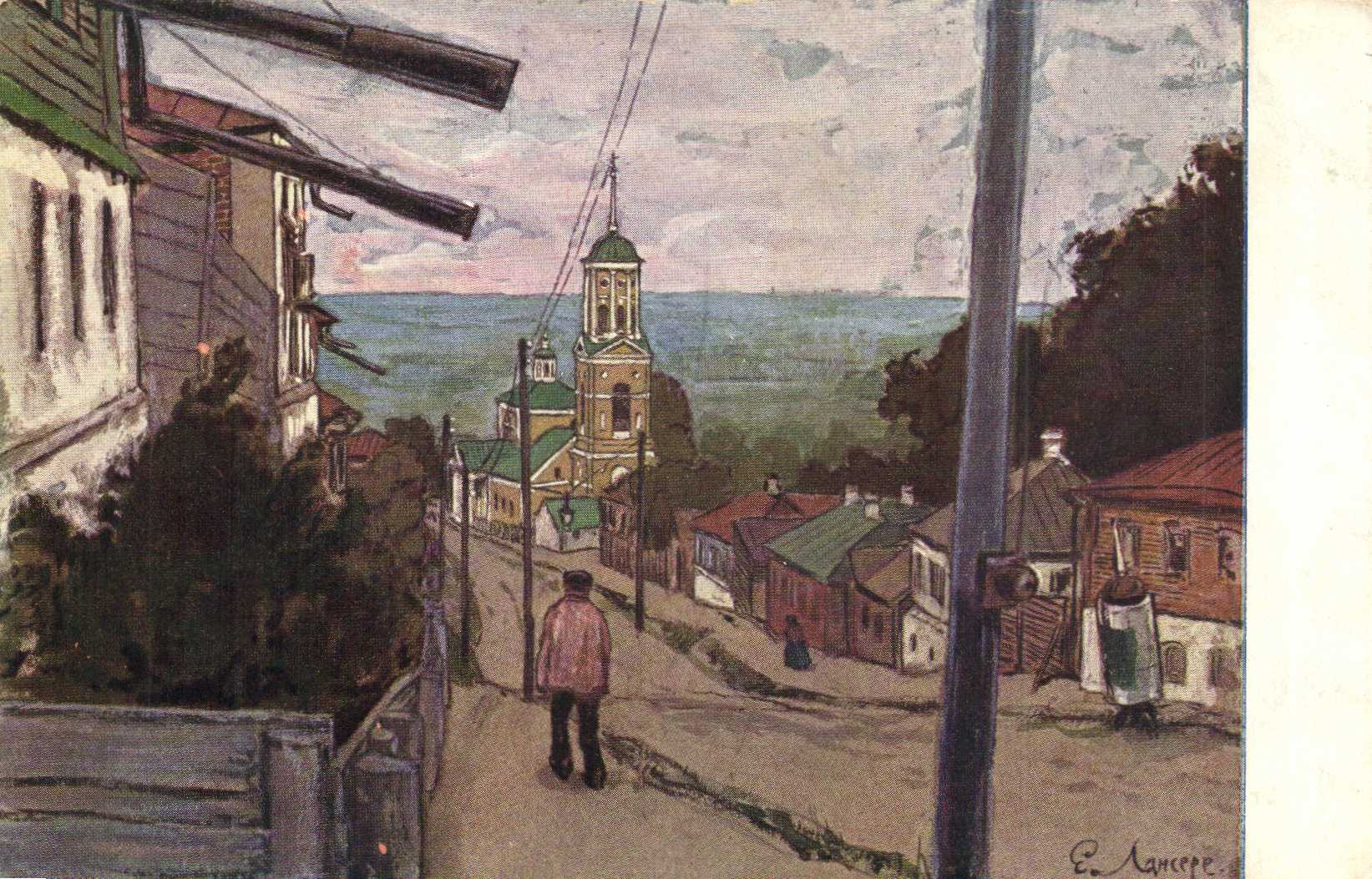
(1904)
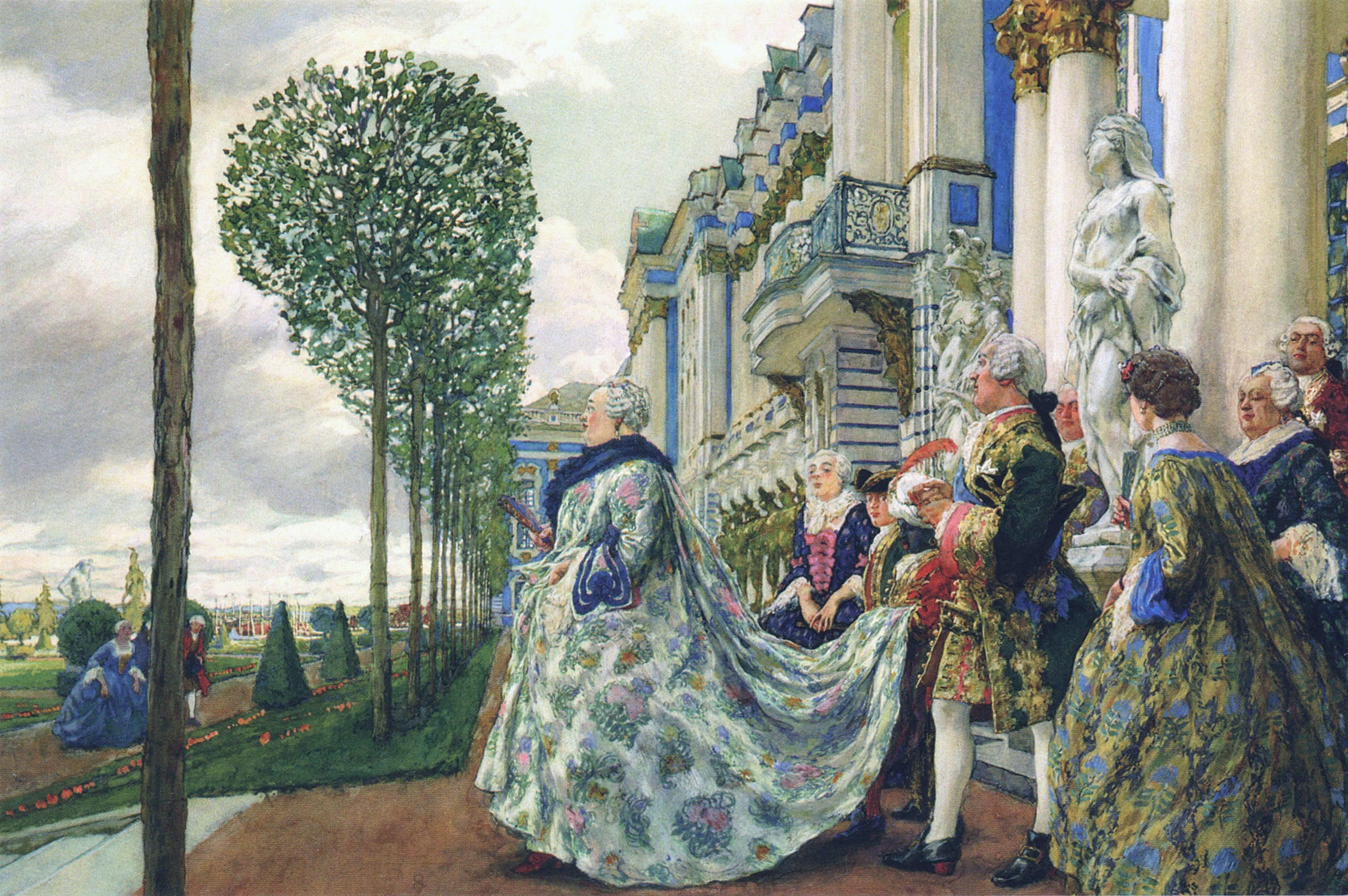
A.ベノアの著書の挿絵
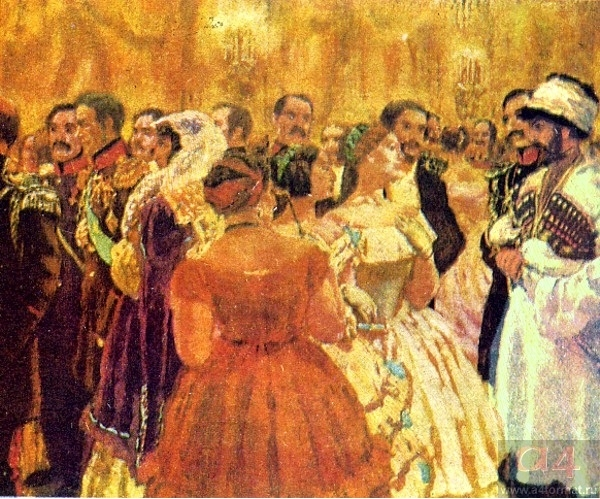
トルストイの『ハジ・ムラート』の挿絵

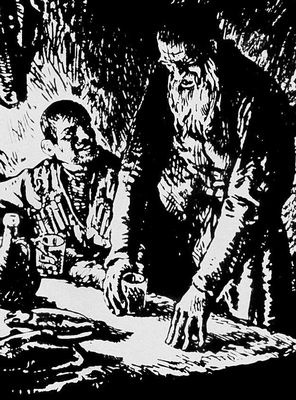
トルストイの『コサック』の挿絵 (1936)
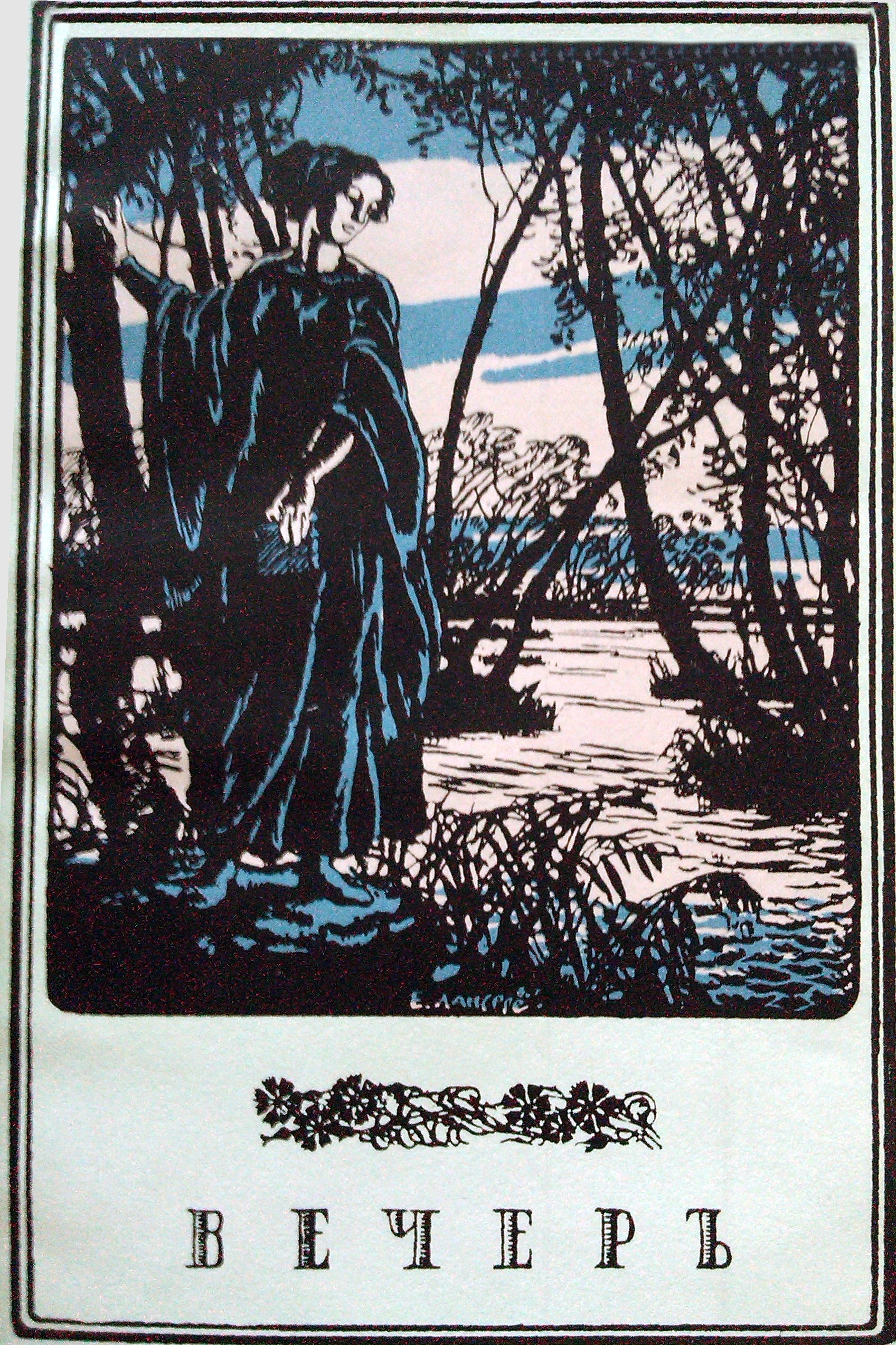
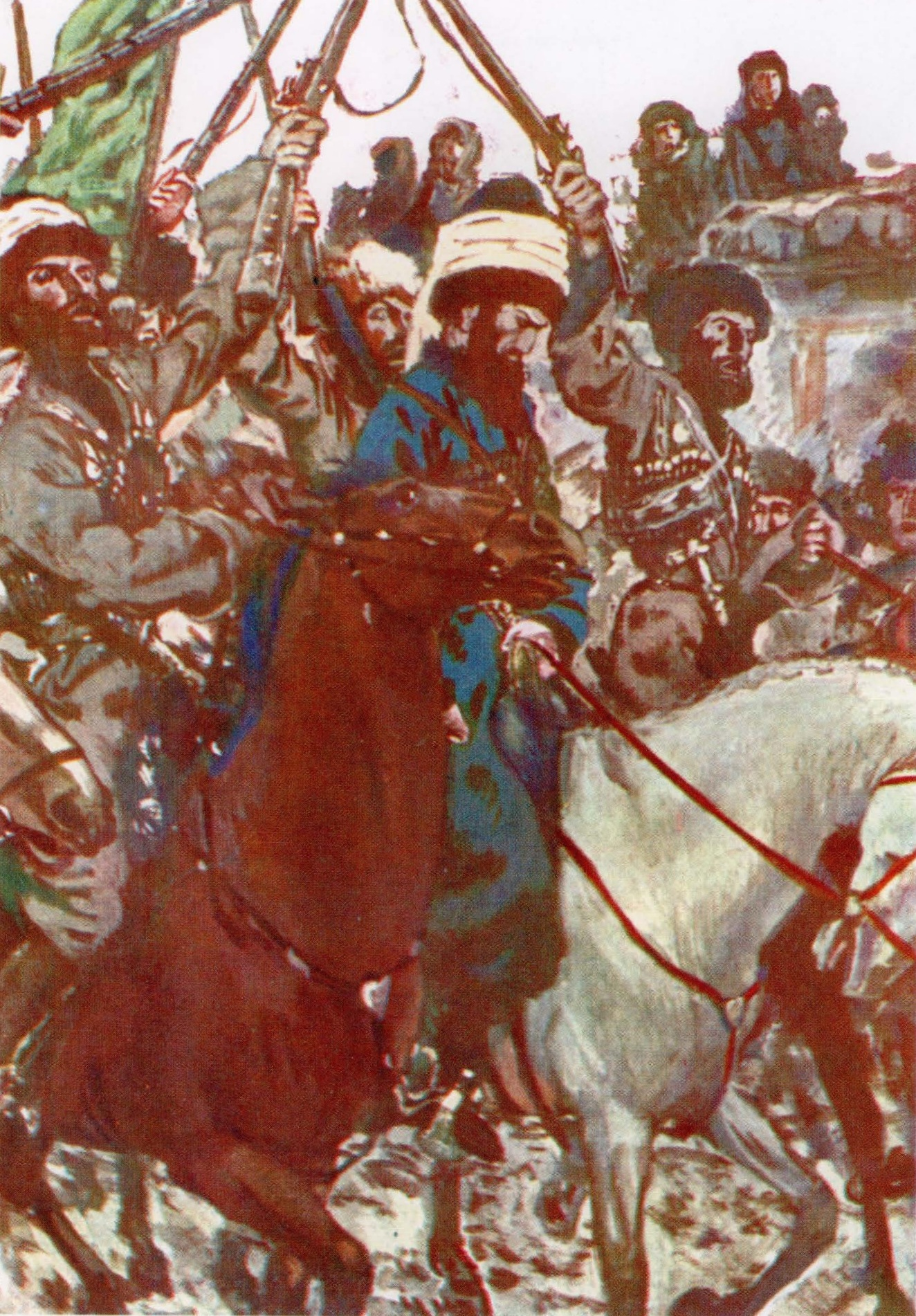
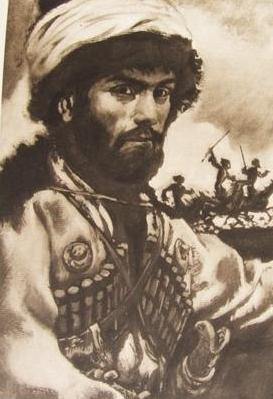
トルストイの『ハジ・ムラート』の挿絵